# The Turtles
A The Turtles amerikai pop/rock együttes volt, amely hivatalosan 1965-től 1970-ig tevékenykedett. Legismertebb daluk a "Happy Together". Howard Kaylan és Mark Volman zenészek alapították. Miután ez a zenekar feloszlott, ők ketten egy humoros jellegű, új zenekart alapítottak, Flo and Eddie néven. Az együttes a "The Crossfires" nevű surf-rock zenekarból alakult meg. Nem sokáig használták ezt a nevet, ugyanis hamarosan "The Tyrtles"-re változtatták. Szándékosan írták így a tagok a nevet, a Byrds és a Beatles mintájára. Legelső sikerüket Bob Dylan "It Ain't Me Babe" című dalának feldolgozásával érték el. Ez a szám még a Billboard Top 10-es listára is felkerült. 1966-ban még az "Out of Sight" című strand filmeket parodizáló filmben is feltűnt a zenekar. Legnagyobb sikerüket az 1967-es "Happy Together" című dalukkal érték el. Amerikában és Kanadában első helyezést ért el a slágerlistákon. Pályafutásuk alatt kilenc nagylemezt jelentettek meg, a legelsőt még a Crossfires név alatt. Tulajdonképpen egészen a mai napig aktív a zenekar, csak most már Flo and Eddie néven. 2010-től 2015-ig koncerteztek is az Egyesült Államokban.

## Tagok
Jelenlegi tagok: Howard Kaylan és Mark Volman ("Flo and Eddie").
Volt tagok: Al Nichol, Jim Tucker, Chuck Portz, Don Murray, Joel Larson, John Barbata, Chip Douglas, Jim Pons és John Seiter.

## Diszkográfia

### Stúdióalbumok
- Out of Control (1963, The Crossfires néven)
- It Ain't Me Babe (1965)
- You Baby (1966)
- Happy Together (1967)
- The Turtles Present the Battle of the Bands (1968)
- Turtle Soup (1969)
- Wooden Head (1970)
- Chalon Road (posztumusz kiadás, korai dalok válogatása, 1986)
- Shell Shock (posztumusz kiadás, egy korábban nem befejezett album újra megcsinálása, 1986)